# Escalín de Saint-Domingue
El escalín de Saint-Domingue fue la unidad monetaria intermitente de la colonia francesa de Saint-Domingue desde 1781 hasta 1794 (en la parte occidental, actual Haití) y desde 1802 hasta 1804 (en toda la isla de Santo Domingo) y hasta 1809 (solo en la parte oriental, actual República Dominicana), que surgió por la escasez de la libra colonial americana y la libra francesa por lo cual comenzaron a utilizar monedas extranjeras que para oficializarlas, se las contramarcó para uso local.

## Historia
La libra francesa circuló durante la colonización de la parte occidental de la isla La Española —intentando remplazar a los reales novohispanos circulantes entre los bucaneros desde 1629 hasta 1638, año en que su territorio fuera recuperado por los españoles de la Capitanía General de Santo Domingo— aunque inicialmente los franceses ocuparan la adyacente isla de la Tortuga desde 1640, cuando llegó su primer gobernador francés.
En 1654 la pequeña isla adyacente  fue reocupada por los españoles y con ello se reintrodujo el real novohispano, pero en 1655 los ingleses la anexionaron a su Colonia de Jamaica, por lo que se comenzaría a usar los chelines coloniales, para traspasarla nuevamente a los franceses en 1665, año en que se anexionó nominalmente la parte occidental, pero recién se extendió por el norte en 1670, con la fundación de Cabo Francés —cerca del antiguo fuerte español de La Natividad (1492-1493) que había sido trasladado al nuevo fuerte La Isabela (1494-1500)— y de esta forma la libra fue la moneda vigente hasta 1717, año en que empezó a circular la libra de las Colonias Francesas americanas.
Dicha libra colonial había circulado en toda la América francesa y en particular en las posesiones centroamericanas de las Antillas y en Saint-Domingue (actual Haití) pero a consecuencia de que comenzaran a escasear, al igual que las de la metrópoli, en 1781 un edicto francés aprobó que se empezara a resellar monedas extranjeras que ya estaban circulando, principalmente macuquinas potosinas, surgiendo así el escalín de Saint-Domingue que eran 15 sols o sous, que equivalía a un real español y también a 0,75 de la libra francesa (20 sols o sou, sueldos en español).
Al proclamarse la Primera República francesa en 1794 y crearse el franco francés, este pasó a circular en todas las colonias, inclusive en la parte oriental de la isla de Santo Domingo (actual República Dominicana) al haber sido cedida a los franceses por los españoles en 1795 pero luego de la revolución haitiana de la parte oriental que conquistó a la occidental hispana en 1801, circuló el escalín haitiano en toda la isla.
En 1802 los franceses retomaron el control de la misma, por el cual volvió a circular el escalín colonial, contramarcando monedas francesas del Antiguo Régimen e inglesas para uso local, hasta 1804 en la parte occidental por la independencia y proclamación del Primer Imperio de Haití que retomaron el escalín haitiano, y hasta 1809 en la parte oriental por la devolución a los españoles que restablecieron la Capitanía General de Santo Domingo y que acuñarían su real colonial, comenzando la etapa denominada la España Boba.

## Monedas
Por un edicto francés del 13 de julio de 1781 se aprobó para que en la colonia de Saint-Domingue se comenzara a resellar monedas extranjeras que ya estaban circulando, principalmente del Imperio español que eran las más utilizadas de manera internacional. Cuando los franceces retomaron el poder de la isla de Santo Domingo en 1802, contramarcaron monedas de la metrópoli del Antiguo Régimen y monedas del Imperio británico.
Las monedas acuñadas por Toussaint Louverture en Cabo Francés en 1802 que figuran con el nombre de la Colonie de Saint-Domingue del escalín haitiano, siguieron circulando en la parte occidental hasta 1804 y en la oriental hasta 1809.
- 1 sol de bronce o de cobre de 1802 a 1809 (sin fecha impresa) de contramarca con monograma S:D. (Saint-Domingue) en anverso de monedas de 1 sol francés y de 1 penique inglés.[3]

- 1⁄2 escalín de plata .917 de 1781 a 1794 (sin fecha impresa) de resello con monograma formado con pequeña ancla con letra c coronadas, una marca de la ceca de Cabo Francés, en monedas macuquinas de 1⁄2 y 1 real colonial redondeadas a 0,93 g y 1,07 g respectivamente, del Potosí virreinal rioplatense.[2]

- 1 escalín de plata .917 de 1781 a 1794 (sin fecha impresa) de resello con monograma semejante al anterior en monedas redondeadas a 2,36 g. También misma contramarca durante el mismo período (sin fecha impresa) en moneda de 2 macutas luso-angoleños de plata .917, reducida a 2,80 g.[2]